# 곶감

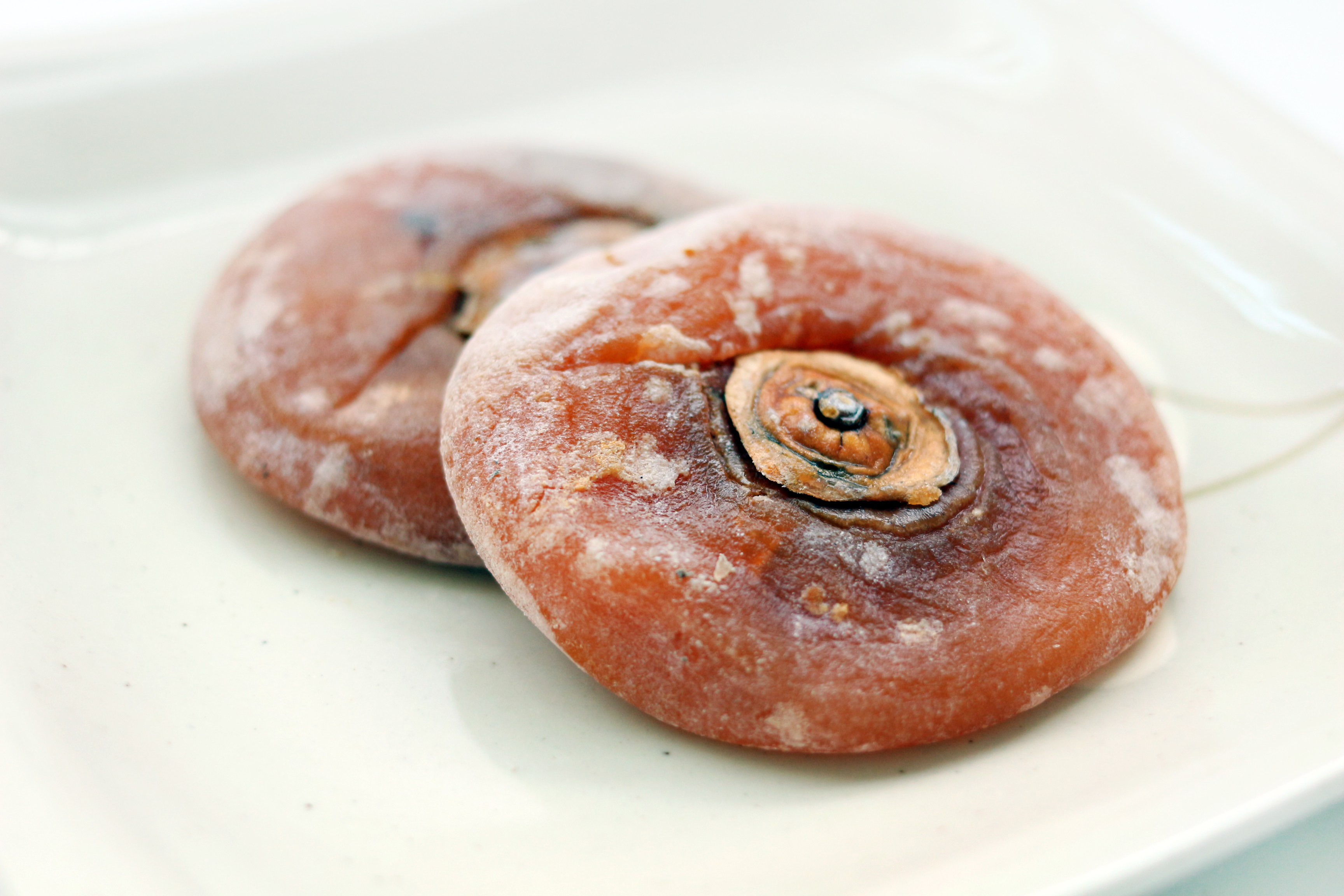
곶감

곶감은 껍질을 벗겨 말린 감이다. 건시(乾枾)라고도 한다. 명절이나 제사 때 자주 쓰인다. 꼬챙이에 꿰지 않고 납작하게 말린 준시는 큰상차림에 많이 쓰이고, 꼭지를 실로 꿰어 말린 주머니 곶감은 수정과에 넣어 먹거나 호두를 안에 넣고 만 곶감쌈을 만들어 먹는다. 반건시라는것도 있다.
상주 곶감과 산청(덕산) 곶감이 유명하다.

## 사진

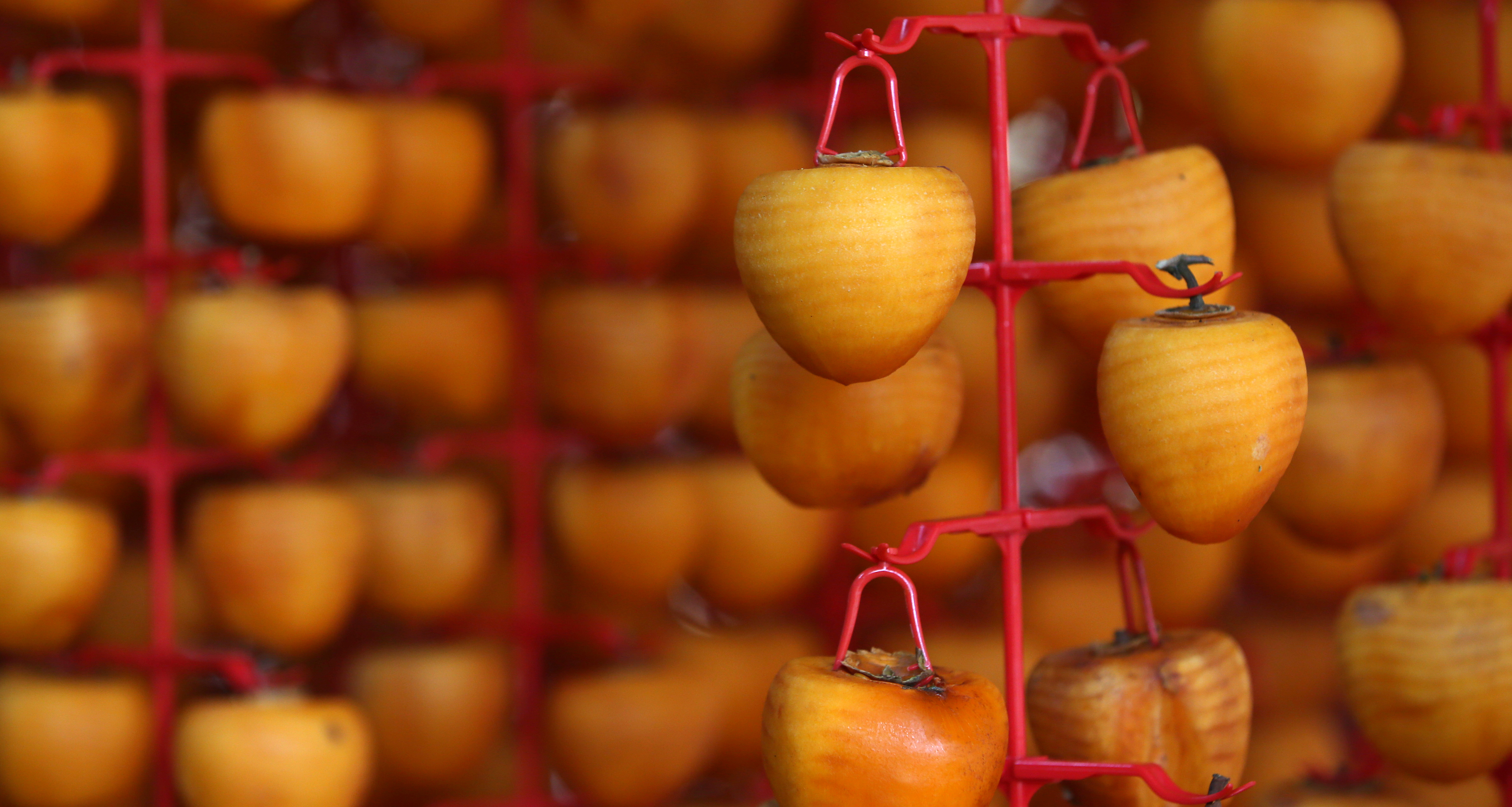
곶감 말리기(옛날 방식)
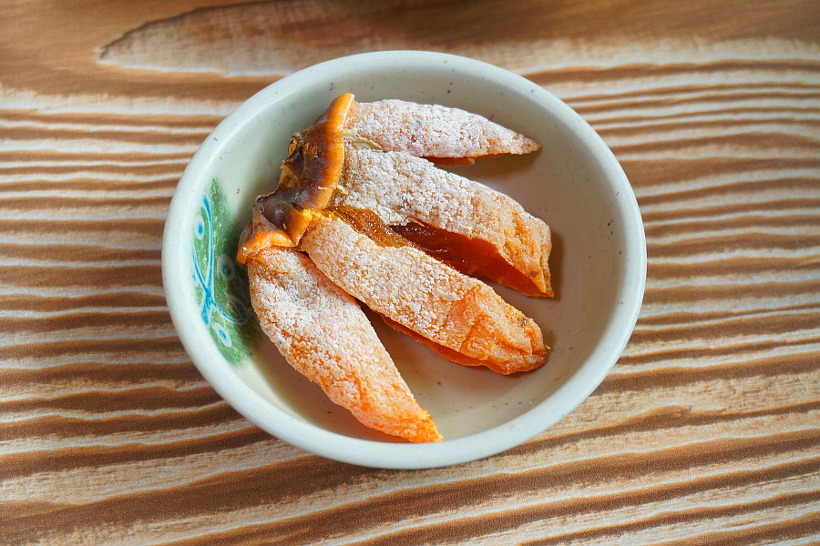
곶감
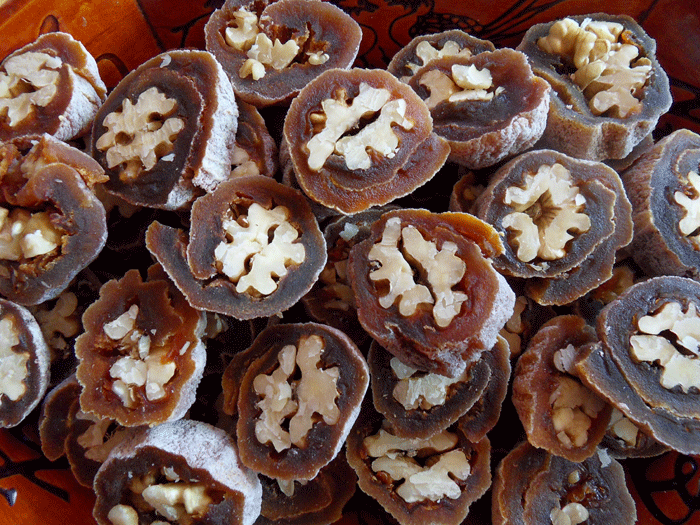
곶감쌈

## 만드는법
원래 전통적인 방식으로 홍시가 되지 않은 생감의 껍질을 얇게 벗겨낸 뒤, 대꼬챙이, 싸리꼬챙이, 금속제 실핀, 플라스틱으로 만든 전용 곶감걸이에 매달아 햇빛과 바람이 잘 들어오는곳에 매달았다. 수분이 1/3 정도로 건조되었을 때 (속의 씨는 빼낸곳도 있고 안빼는 곳도 있다.) 손질하여 다시 건조시킨다. 크기나 장소에 따라 다르지만 대개 5일 정도 걸린다. 손질한 곶감을 볏짚에 싸서 상자에 늘어놓고 밀폐된 상태로 두면 감이 완전히 건조되면서 표면에 흰 가루가 생기는데, 곶감의 표면이 하얗게 변하면 곶감을 다시 한번 건조시켜 상자에 넣고 밀폐해 두면 곶감이 된다. 여기서 완전히 건조시키지 않고 수분을 충분히 남겨두면 반건시가 된다. 항수분이 아주 적은 곶감보다 수분이 많아 맛이 더 차지고, 부드러워서 씹기도 편하다. 또한 표면에 포도당 결정 - '하얀 가루'가 맺히지 않는다. 이 때문에 빛깔도 곱고 모양도 보기 좋아 건시보다 상품가치가 높다. 명절에 선물용으로 기획된 상품을 보면 대부분 이 반건시로 구성되어 있다. 그러나 본래 곶감을 만드는 이유가 오랜 보관을 위함임에 반해 반건시는 수분이 많은 만큼 변질되기가 쉬워 유통기한이 짧다. 물론 현대에는 냉장고 등 저장기술의 발달로 웬만한 보존식품들은 사실상 기호식품이 되었고, 보존능력보다는 그 특유의 맛에 의의가 있는 경우가 많으므로 큰 문제는 아니라고 할 수 있다. 다만 반건시의 색을 내기 위해 인체 유해성 논란이 있는 황 처리를 하는 경우가 있다. 감을 통째로 말리지 않고 얇게 저미거나 썰어서 말린 감말랭이도 있다. 햇빛과 자연 바람에 말려서 만들면 맛이 곶감과 비슷해진다. 2011년 실제 이런 일이 발생했다. 원래 곶감은 날씨가 추워질 즈음 둥시감 혹은 고둥시감의 땡감을 수확하여 껍질을 깎은 후 차가운 날씨에 건조시켜 완성하는데, 이상고온현상이 일어나면서 많은 곶감이 홍시가 되어 낙과가 일어나거나 내부가 부패되거나 겉에 곰팡이가 피어서 엄청난 양이 폐기된다. 상주, 영동, 완주, 함안에서 곶감 생산량이 급감하며 대표적인 제사용품 중 하나인 것을 생각해보면 명절에는 가격이 더 비싸다. 곶감을 적게 하는것이 아닌경우 곶감 건조기에 말려서 나오기 때문에 이상기온으로 피해본 것은 없다. 고추 건조기에 생감을 말리면 고추 말리는것처럼 나오기 때문에 맛이 확실히 다르다. 곶감을 말리기 전에 유황을 피우는 경우가 있어서 논란이 있다. 유황오리, 유황계란, 유황마늘은 건강에 좋다며 잘만 먹는데, 유황 곶감은 왜 안 되냐는 불만도 있다.

## 같이 보기
- 수정과
- 감
- 감나무
- 한과
- 곶감쌈
- 반건시

## 참고 문헌
- 이 문서에는 다음커뮤니케이션(현 카카오)에서 GFDL 또는 CC-SA 라이선스로 배포한 글로벌 세계대백과사전의 내용을 기초로 작성된 글이 포함되어 있습니다.